# Constantino Zaballa
Constantino Zaballa Gutiérrez (født 15. maj 1978) er en spansk tidligere professionel cykelrytter.